# Сини-Вир
Сини-Вир (болг. Сини вир) — село в Болгарии. Находится в Шуменской области, входит в общину Каолиново. Население составляет 605 человек.

## Политическая ситуация
В местном кметстве Сини-Вир, в состав которого входит Сини-Вир, должность кмета (старосты) исполняет Февзи Али Юсни (коалиция в составе 5 партий: Новое время (НВ), Демократы за сильную Болгарию (ДСБ), Национальное движение «Симеон Второй» (НДСВ), Земледельческий народный союз (ЗНС), За Каолиново, СДС) по результатам выборов правления кметства.
Кмет (мэр) общины Каолиново — Нида Намыков Ахмедов Движение за права и свободы (ДПС)) по результатам выборов в правление общины.